# پاتریشا کرنول
پاتریشا کُرنوِل (به انگلیسی: Patricia Cornwell) (زادهٔ ۹ ژوئن ۱۹۵۶) نویسنده داستان‌های جنایی آمریکایی است که بیشتر برای داستان‌های دنباله‌دار پرفروش دکتر کِی اسکارپتا شناخته می‌شود.

## زندگی

### سال‌های آغازین
پدر دنیلز زمانی که او ۵ سال داشت خانواده را ترک کرد. چندین سال بعد مادرش که از افسردگی رنج می‌برد او را به یکی ازهمسایگان به نام بیلی گراهام (که مبلغ مسیحی باپتیستی بود) و همسرش روث سپرد. دنیلز در مدتی که مادرش تحت درمان بیماری افسردگی بود، نزد دوستان خانواده گراهام زندگی کرد. چنین تجربه‌هایی تأثیرهای خود را بر کودک گذاردند. در طول سال‌های تحصیل در کالج داویدسن در کارولینای شمالی (لیسانس ۱۹۷۹) از اختلال‌های تغذیه‌ای رنج برد و مدتی کوتاه نیز در بیمارستان روانپزشکی بستری بود. در ۱۹۷۹ با یکی از استادانش به نام چارلز کرنول ازدواج کرد (آن‌ها یک دهه بعد از یکدیگر جدا شدند). پس از فارغ‌التحصیلی به عنوان گزارشگر پلیس در روزنامهٔ شارلوت آبزرور مشغول به کار شد.
از آنجایی که این شغل او را در تماس نزدیک با جنبه‌های زیادی از جرم و جنایت قرار می‌داد، تلاش کرد تا با پیچیدگی‌ها و جنبه‌های رفتار مجرمانه آشنایی یابد. با پزشکانی که به عنوان پلیس جنایی داوطلبانه خدمت می‌کردند مصاحبه‌هایی انجام داد، ساعت‌های زیادی را نیز در کتابخانه پزشکی مرده‌شور خانه سپری کرد، وی همچنین در کلاس‌های پزشکی قانونی شرکت نمود. دنیلز مدتی را نیز در ریچموند ویرجینیا نزد پزشک پلیسی کار کرد و به مشاهده کالبدشکافی‌ها پرداخت.

### آغاز نویسندگی
نخستین کتاب کرنول به نام «زمانی برای یادآوری» (۱۹۸۳) در واقع زندگی‌نامه روث گراهام بود که جای خالی مادرش را برای او پر کرده بود. کرنول که در آن زمان برای آبزرور کار می‌کرد بر روی دومین کتاب جنایی خود تمرکز کرد. نخستین نوشته‌های او برای چاپ رمانی جنایی توسط ناشرها رد شده بود. اما یکی از ویراستاران او را تشویق کرد که شخصیت خیالی کی اسکارپتا را که نقشی فرعی داشت، پرورش دهد. اسکارپتا با ظاهر و طرز فکری شبیه به کرنول، به عنوان پزشک جنایی پلیسی در «کالبدگشایی» (۱۹۹۰) حضور یافت. با انتشار این کتاب حرفه نویسندگی کرنول نیز آغاز گشت. او در سال‌های بعد به انتشار این مجموعه داستان ادامه داد. «بدن مدرک» (۱۹۹۱)، «همه آنچه باقی می‌ماند» (۱۹۹۲)، دلیل مرگ (۱۹۹۶)، «یادداشت سیاه» (۱۹۹۹)، «مگس» (۲۰۰۳)، «کتاب مرگ» (۲۰۰۷)، «اسکارپتا» (۲۰۰۸)، «عامل اسکارپتا» (۲۰۰۹)، «بندر سردخانه» (۲۰۱۰)، «مه قرمز» (۲۰۱۱)، «تخت استخوانی» (۲۰۱۲) و «غبار» (۲۰۱۳) تعدادی از آن‌ها هستند.
کرنول در آغاز به شیوه اول شخص داستان‌ها را روایت می‌کرد که به خواننده بینشی از افکار اسکارپتا می‌داد. او در رمان‌های بعدی شیوه روایت سوم شخص را در پیش گرفت. این مجموعه رمان‌ها طرفدارن زیادی دارند و تاکنون بیش از صد میلیون نسخه از آن‌ها به فروش رفته است.

## زندگی شخصی

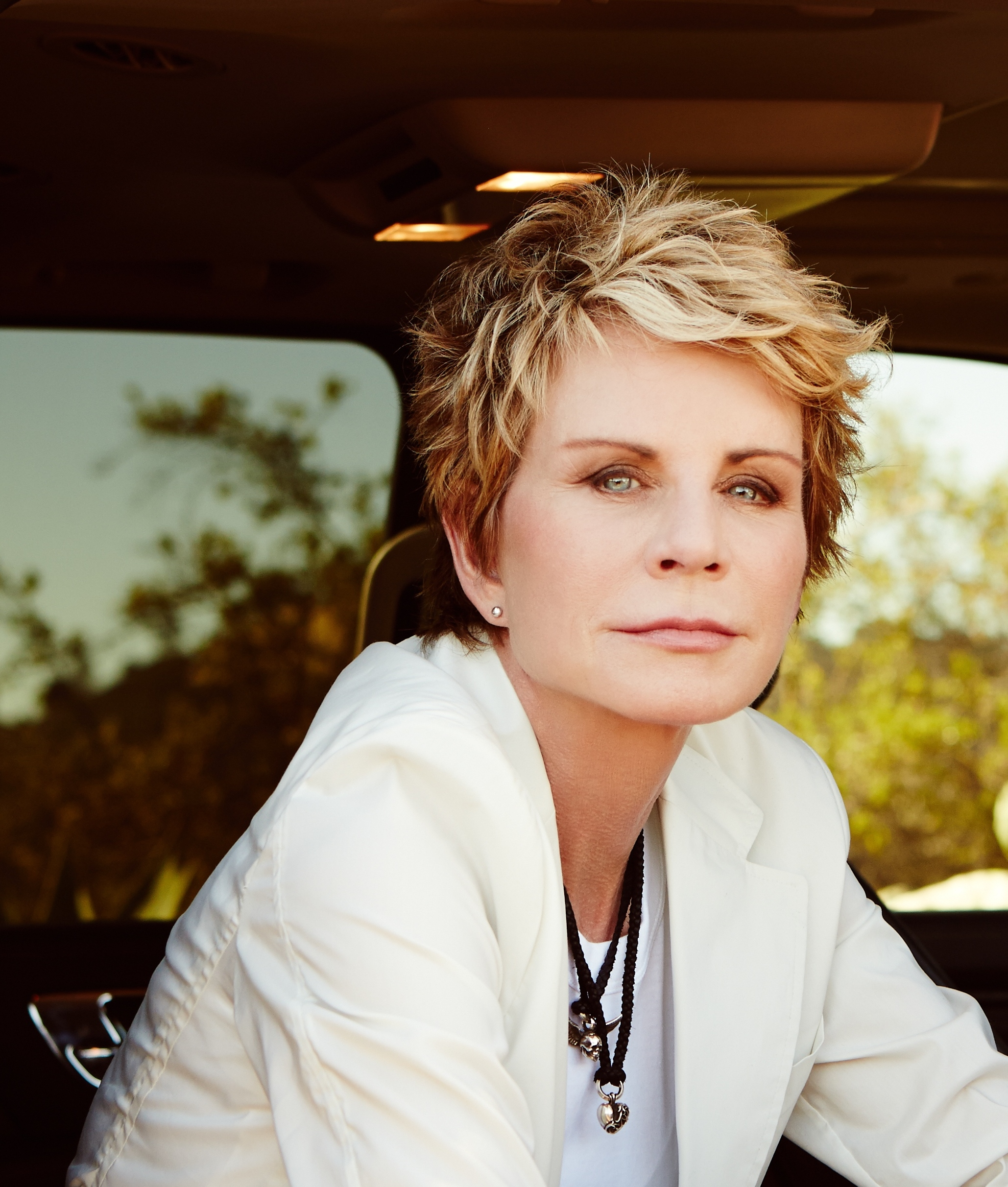
پاتریشا کُرنوِل

پاتریشیا کرنول علناً همجنس‌گراست. او در فوریه ۲۰۰۵ با دکتر استیسی گروبر (استادیار روان‌پزشکی دانشگاه هاروارد) ازدواج کرد. آن‌ها در ایالت ماساچوست زندگی می‌کنند. جایی که ازدواج همجنس‌گرایان در آن قانونی است.